# باولا شاكون
كارلا باولا شاكون فوينتيس (بالإسبانية: Karla Paola Chacón Fuentes)‏ (من مواليد 21 أبريل 1992) صاحبة مسابقة ملكة جمال الأزياء وعارضة الجمال في كوستاريكا والتي توجت مسابقة ملكة جمال كوستاريكا الدولية 2017 ومثلت كوستاريكا في مسابقة ملكة جمال الدولية 2017 في طوكيو باليابان. كما تم تتويج ملكة جمال كوستاريكا 2019 وسوف تمثل كوستاريكا في مسابقة ملكة جمال الكون 2019.

## روابط خارجية
- teletica.com
- missuniverse.com

| الجوائز و الإنجازات   | الجوائز و الإنجازات                | الجوائز و الإنجازات |
| --------------------- | ---------------------------------- | ------------------- |
| سبقه راكيل غيفارا     | ملكة الجمال الدولية كوستاريكا 2017 | تبعه جلينيس مدينا   |
| سبقه ناتاليا كارفاغال | ملكة جمال كوستاريكا 2019           | تبعه TBD            |